# Janvry (Essonne)
Janvry ist eine französische Gemeinde mit 649 Einwohnern (Stand: 1. Januar 2022) im Département Essonne in der Region Île-de-France. Sioe gehört zum Arrondissement Palaiseau und zum Kanton Dourdan. Die Einwohner werden Janvryssois genannt.

## Geographie
Janvry liegt rund 27 Kilometer südwestlich von Paris in der Landschaft Hurepoix. Die Gemeinde gehört zum Regionalen Naturpark Haute Vallée de Chevreuse. Umgeben wird Janvry von den Nachbargemeinden Gometz-le-Châtel im Norden, Saint-Jean-de-Beauregard im Norden und Nordosten, Marcoussis im Osten, Fontenay-lès-Briis im Südosten und Süden, Briis-sous-Forges im Süden und Westen sowie Gometz-la-Ville im Nordwesten.
Durch die Gemeinde verläuft die Autoroute A10, an der nördlichen Grenze das Flüsschen Salmouille.

## Geschichte
In Janvry befand sich im 13. Jahrhundert eine Kommanderie des Johanniterordens, die später an den Malteserorden überging.

## Bevölkerungsentwicklung
| Jahr                       | 1962 | 1968 | 1975 | 1982 | 1990 | 1999 | 2006 | 2019 |
| Einwohner                  | 327  | 302  | 459  | 432  | 487  | 530  | 626  | 635  |
| Quellen: Cassini und INSEE |      |      |      |      |      |      |      |      |

## Sehenswürdigkeiten
- Kirche Notre-Dame-du-Mont-Carmel aus dem 13. Jahrhundert, im 17. Jahrhundert weitgehend neu errichtet
- Schloss Janvry aus dem 17. Jahrhundert, Umbauten aus dem 19. Jahrhundert, seit 1981 Monument historique
- Fünf Gutshöfe
- Internationales Kunstzentrum (Haus Mouette)

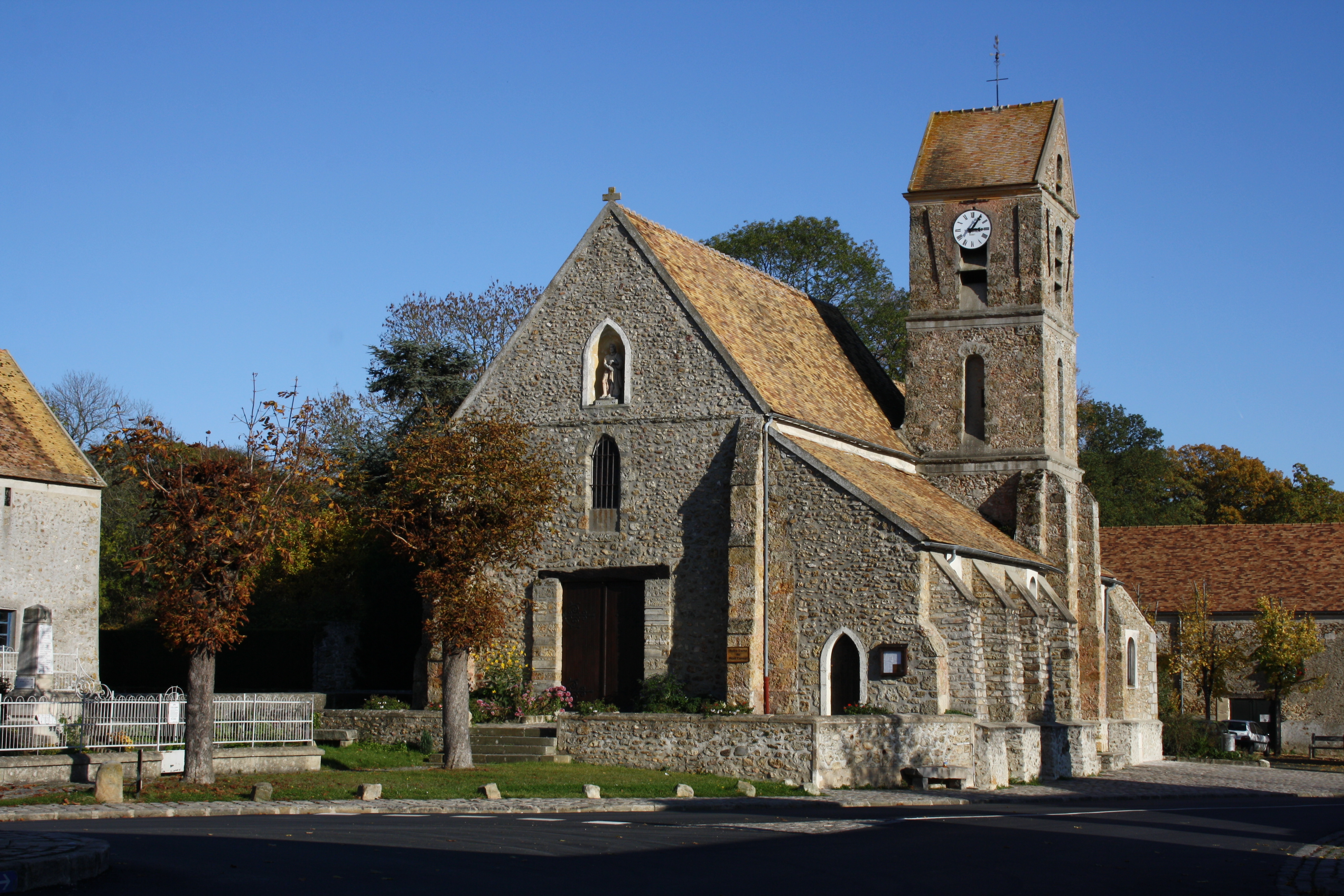
Kirche Notre-Dame-du-Mont-Carmel
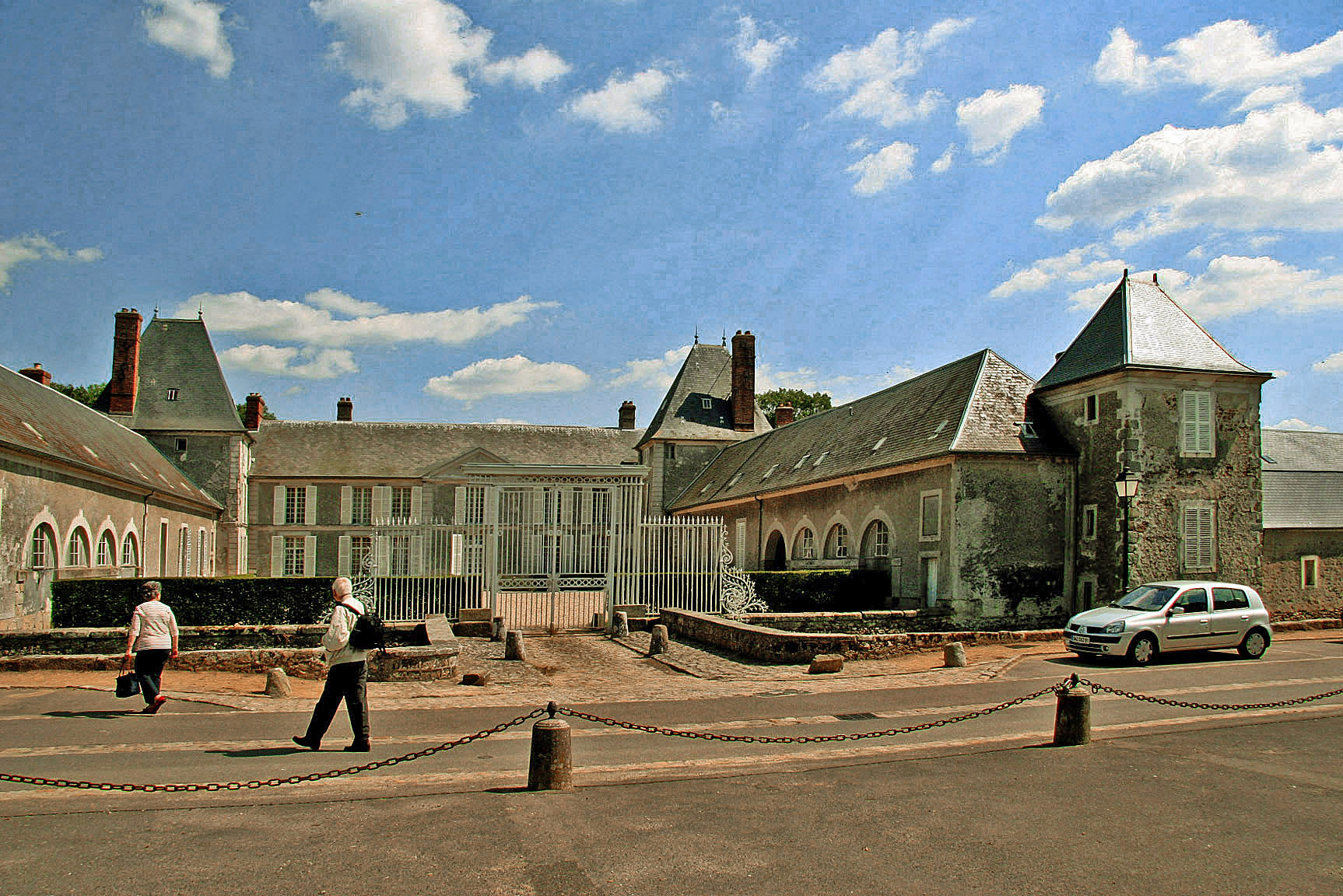
Schloss Janvry
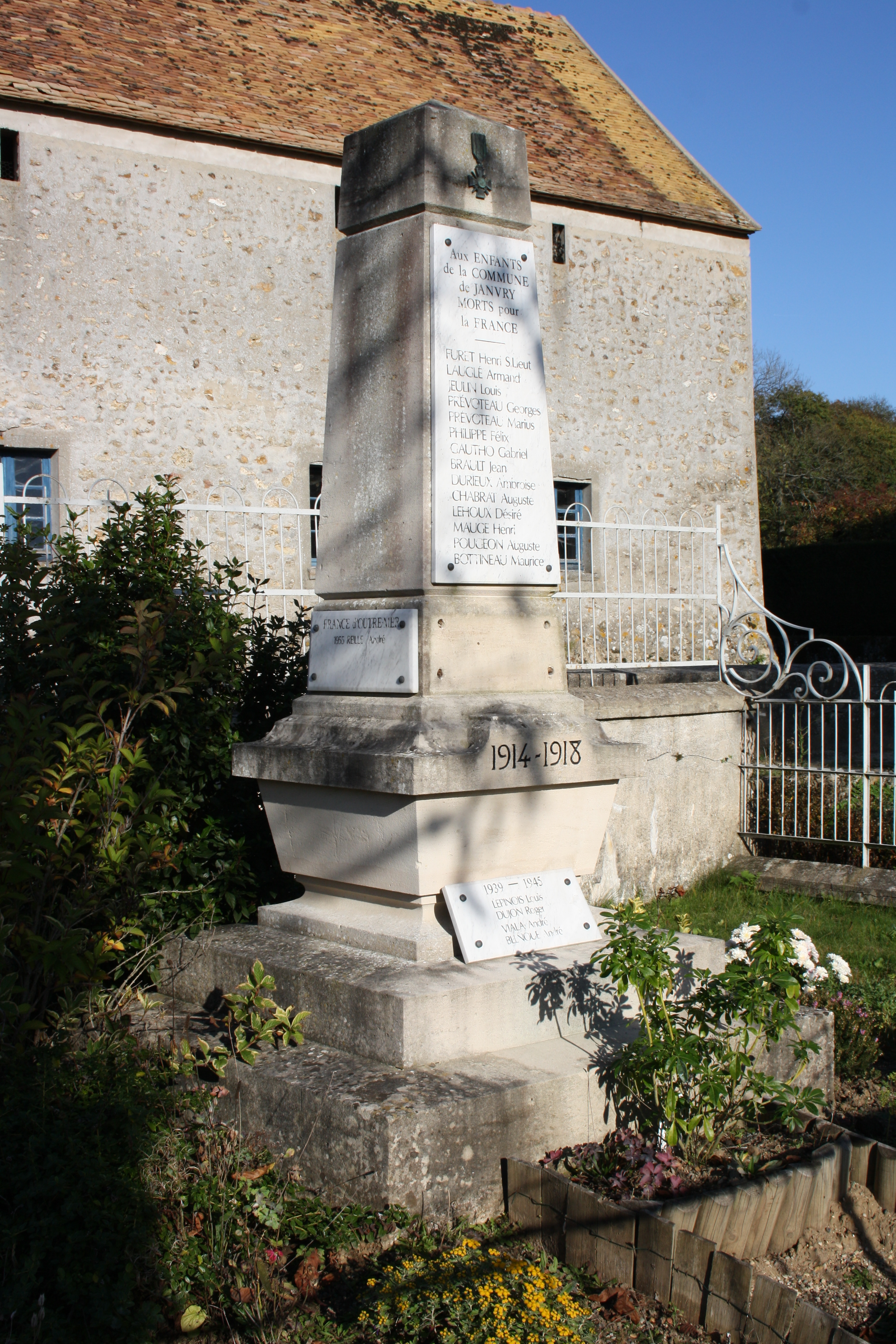
Gefallenendenkmal